# NGC 3766
Az NGC 3766 (más néven Caldwell 97) egy nyílthalmaz a Centaurus csillagképben.

## Felfedezése
Az NGC 3766 nyílthalmazt Nicolas-Louis de Lacaille abbé fedezte fel 1752. március 5-én egy dél-afrikai megfigyelés alkalmával.

## Tudományos adatok
Az NGC 3766 egy igen sűrű nyílthalmaz.

## Megfigyelési lehetőség
Már egy binokulár segítségével is észlelhető, kedvező látási viszonyok és sötét éjszaka esetén akár szabad szemmel is látható.